# Цюрих (кантон)
Цю́рих (нем. Zürich, фр. Zurich; итал. Zurigo; романш. Turitg) — немецкоязычный кантон на северо-востоке Швейцарии. Административный центр — одноимённый город Цюрих. Население — 1 504 346 человек (1-е место среди кантонов; данные 2017 года).

## География
Кантон Цюрих расположен к северу от Альп. Площадь кантона составляет 1729 км² (7-е место среди кантонов). Из этой земли 43,4 % используется в сельскохозяйственных целях, 30,7 % занято лесами. 20,1 % земель находится под зданиями или дорогами и 5,8 % никак не используются.

## История
Территория нынешнего кантона Цуг, первоначально населенная гельветами, была завоевана римлянами и вошла в состав римской Гельвеции в I в. до н. э. Уже в то время при истоке реки Лиммат из Цюрихского озера стоял город Turicum, кельтское имя которого средневековые цюрихские хронисты производили от основателя его, царя Турикуса, жившего ещё до основания Рима; как это словопроизводство, так и хронология совершенно легендарны. Хотя в Турике находилась римская таможенная застава, но численность его населения и его значение во времена римлян были совершенно ничтожны; поблизости находились города Vitodurum (Винтертур) и Vindonissa (ныне небольшая деревушка Виндиш), гораздо более значительные. Население Цюриха было романизовано. В IV в. в Цюрих проникло и распространилось христианство. В конце IV и в начале V в. (до 406 года) Цюрих был завоеван алеманнами, бывшими тогда язычниками. Завоеватели образовали классы благородных и свободных; завоеванные гельветы обратились в крепостных. Вместо небольшого числа городских поселений появилось множество (по некоторым расчетам — до 3000) мелких ферм, что свидетельствует о значительной степени порядка и безопасности; сельское хозяйство приняло вид общинный, с общинными пастбищами. Следы романизации исчезли, население было германизировано, а Турикум стал называться сперва Zurich, потом Zürich.
В конце V века Цюрих был завоеван франками и вошёл в состав франкского графства Тургау. Феодальный строй, основание которому было положено алеманнами, развился далее; крепостное право сохранилось. В VI и VII вв. христианство, принесенное и распространяемое франками, окончательно восторжествовало по всей стране. По Верденскому договору 843 года Цюрих достался Германии; несколько лет спустя Цюрихгау выделился из Тургау как самостоятельный округ. Со времен Карла Великого в Цюрихгау возникло несколько монастырей; особенное значение приобрел женский монастырь Фраумюнстер, основанный в 853 году Людовиком Немецким для его дочери Гельдигарды, бывшей его первой аббатиссой. Этому монастырю было предоставлено право производить таможенные сборы, получать доходы с рынков, а позднее (с XI века) — даже право чеканки монеты. Не подчиненная монастырю часть Цюрихгау управлялась сперва имперскими фохтами; с образования нового алеманнского герцогства, в начале X века, она попала в ленную зависимость от этого герцогства, а после его разложения в 1097 году сделалась вновь имперской, причем герцоги Церингены получили в ней право наследственного фохтства.
1140—1145 годы в Цюрихе провел изгнанником Арнольд Брешианский. Проповедь его, направленная против светской власти монастырей, встретила значительное сочувствие в горожанах: вскоре Цюрих добился того, что городской совет, прежде бывший административным органом монастыря и назначавшийся его аббатиссой, стал избираться горожанами. Увеличению самостоятельности города способствовали смерть Берхтольда V в 1218 году, с которым угас род Церингенов, и вступление на императорский престол Фридриха II. Его стремление укрепиться в Италии делало Цюрих чрезвычайно для него ценным, вследствие выгодного положения между Италией и Германией, и Фридрих охотно шёл навстречу желаниям горожан, чтобы обеспечить себе поддержку Цюриха. Те же события содействовали росту торговли и ремесленной промышленности в Цюрихе. Уже в XII веке в нём появилась, а в XIII веке развилась ткацкая и шелковая промышленность. Между тем выгоды, полученные благодаря развитию городской самостоятельности, приходились сначала только на долю дворянства и лиц, пользовавшихся правом гражданства, бюргеров, то есть по преимуществу зажиточных купцов, банкиров и т. д. Ремесленники, бывшие или потомками крепостных, или пришельцами из окрестных деревень, не добившимися прав гражданства, в городском совете представлены не были. В 1336 году этот класс произвел революцию, арестовал и изгнал большую часть членов городского совета и провозгласил бургомистром (до тех пор не существовавшая должность) популярного среди ремесленников дворянина Рудольфа Бруна. В том же 1336 году была опубликована «присяжная грамота» (Geschworene Brief) — первая писанная конституция города Цюриха Брун был признан пожизненным бургомистром. Последующие изменения конституции были направлены к сокращенно власти бургомистра и усилению власти Большого совета, но в главных чертах она сохраняла силу в течение почти пять столетий.

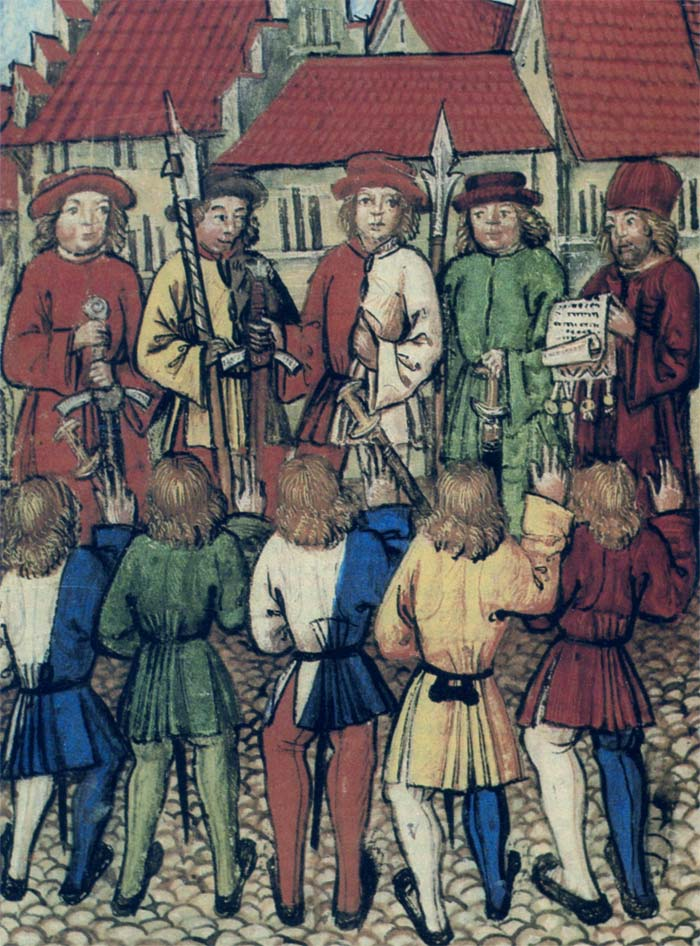
Присяга граждан Цюриха перед эмиссарами четырёх лесных кантонов 1 мая 1351 г. (Дибольд Шиллинг Младший, Люцернская хроника, 1513 г.).

Изгнанники из Цюриха принадлежавшие к аристократической партии, возбудили против Цюриха вражду соседних городов, в особенности Рапперсвиля (на Цюрихском озере), и вызвали войну, которая, однако, окончилась торжеством Цюриха. В 1350 году они устроили заговор против правительства в самом Цюрихе; в условленную ночь заговорщики должны были перебить членов правительства и произвести нападение на город. Но правительство было заблаговременно предупреждено; бургомистр Брун успел организовать сопротивление; заговорщики были либо перерезаны, либо арестованы (Цюрихская ночь убийств), арестованные были повешены или колесованы; рапперсвильцы были прогнаны от города. Более умеренная партия в Цюрихе, к которой принадлежал и Брун, не желала мстить рапперсвильцам, но более крайняя партия принудила правительство разрушить Рапперсвиль. Это вызвало войну с Австрией, ввиду чего Цюрих в 1351 году заключил «вечный союз» с четырьмя лесными кантонами (Ури, Нидвальден, Швиц и Люцерн); с тех пор Цюрих составлял часть швейцарского союза и его история неразрывно связана с историей Швейцарии.
В том же 1351 году герцог австрийский Альбрехт II Мудрый с войском, состоявшим из австрийцев, бернцев и жителей других зависевших от Австрии или союзных с нею имперских городов Швейцарии, двинулся на Цюрих Он осадил Цюрих, но, не будучи в состоянии его взять, согласился на предложенный союзниками третейский суд, причем сами союзники предложили как суперарбитра сестру герцога Альбрехта, венгерскую королеву Агнессу. Решение суда было в пользу Альбрехта. Цюрихцы не пожелали подчиниться ему, и война началась снова. Альбрехт вторично осадил Цюрих, а затем, после оказавшегося непрочным так называемого Бранденбургского мира (по имени посредника в мирных переговорах Людовика, маркграфа Бранденбургского), заключенного в 1352 году — и в третий раз (в 1354 году). В 1355 году был наконец заключен Регенсбургский мир, который окончил войну между Австрией и Швейцарией. Отныне Цюрих не должен был давать своего гражданства подданным Альбрехта и не имел права заключать союзы с городами, странами и людьми герцога без его одобрения; в свою очередь, герцог обязывался защищать Цюрих от врагов.
Но, несмотря на значительную долю самостоятельности, завоеванной Цюрихом, он все ещё не был независим от империи; фохт, располагавший верховной судебной властью, назначался императором, и Цюрих, помимо поступавших через него судебных пошлин, нес некоторые денежные налоги в пользу империи. В 1400 году он откупился от уплаты всех налогов за 1000 гульденов; вместе с тем император отказался от назначения фохта, уступив это право городскому Большому совету. С тех пор фактически Цюрих был почти совершенно независим от империи, хотя имя имперского города осталось за ним ещё надолго, и в некоторых торжественных случаях он сам считал нужным подчеркивать свою преданность императорской власти. Императоры зато поддерживали Цюрих в его борьбе с женским монастырем. В 1425 году они предоставили ему право чеканки монеты, и хотя монастырь сохранял то же право, но скоро монета города вытеснила из обращения монету монастыря. До 1463 года за монастырем сохранялось право взимания налогов с некоторых из ввозимых в город товаров; остальные второстепенные права монастыря в городе и стране были им окончательно потеряны в 1524 году.

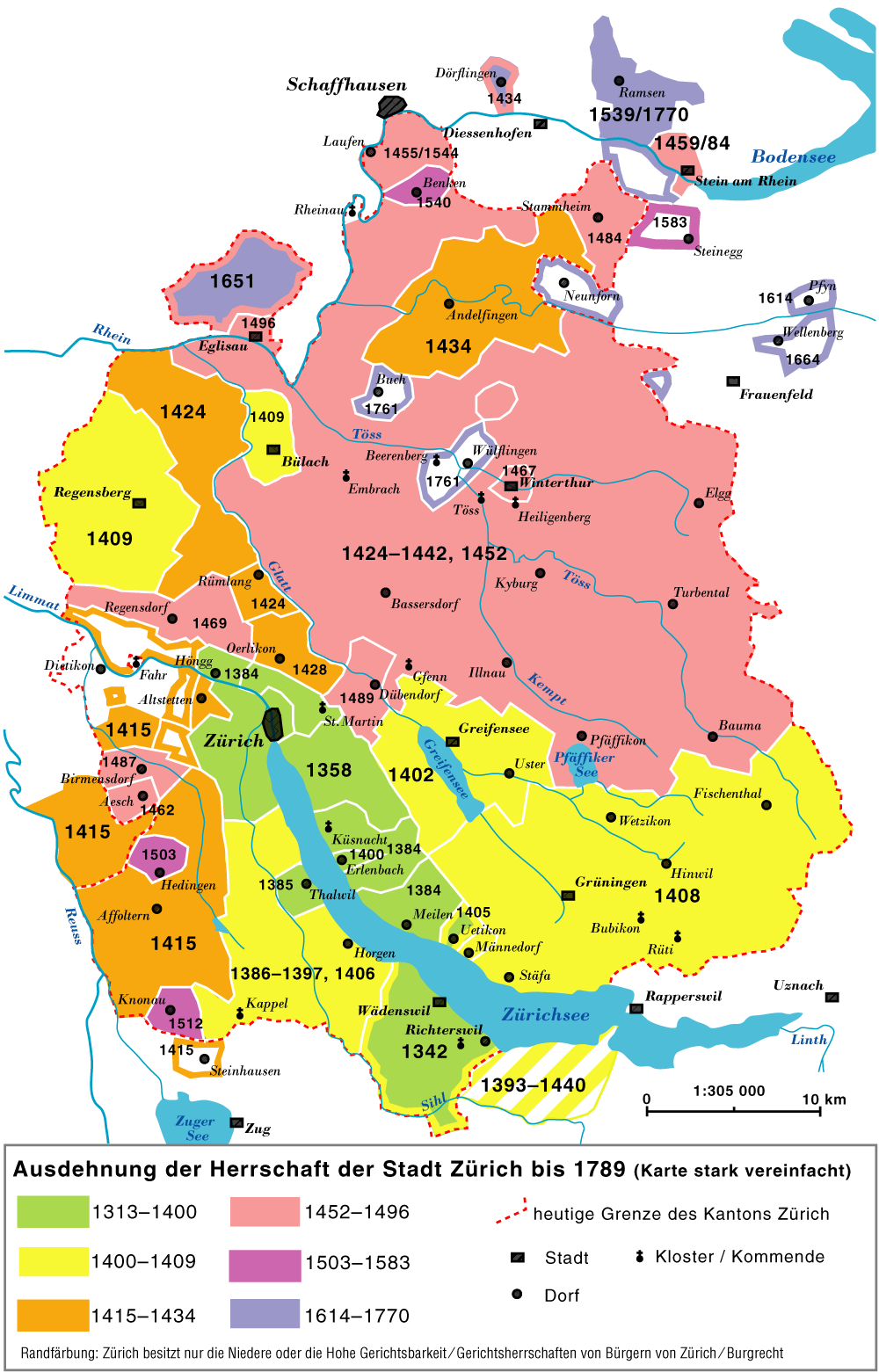
Расширение владений Цюриха

До начала XV века деревни и мелкие города, окружающие Цюрих и ныне входящие в состав кантона Цюрих, жили совершенно не зависимою от города Цюрих жизнью; только в качестве города Цюрих вступал в политические союзы с Лесными кантонами или Австрией. В XV веке власть его стала распространяться, путем покупки и залога, а отчасти и завоевания, и на окрестности. Вследствие притязаний на наследство угасшего в 1436 году рода графов Тоггенбург, Цюрих вступил в конфликт со своими союзниками Швицем и Гларусом и не пожелал принять третейского суда кантонов; началась война («Старая Цюрихская война»). В 1450 году был заключен мир, по которому Цюрих отказался от своего союза с Австрией и получил обратно большую часть своих владений.

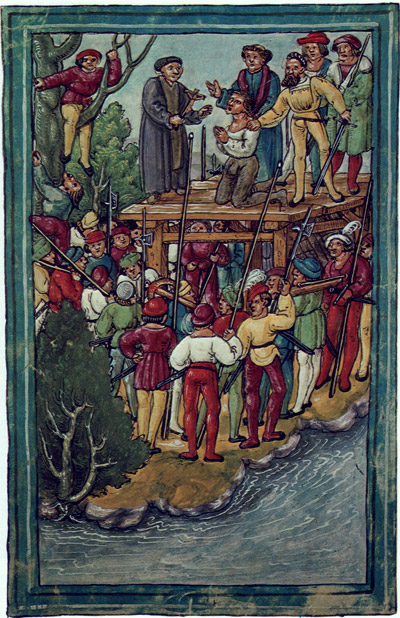
Казнь Х. Вальдмана на гравюре из «Люцернской хроники» Диболда Шиллинга Младшего, 1515 г.

В 1489 году произошло восстание крестьян против Цюриха, вызванное приказом бургомистра Вальдмана об истреблении больших сторожевых собак под предлогом нанесения ими вреда дичи и виноградникам. Восстание это встретило поддержку в самом городе: Вальдман был свергнут, арестован, подвергнут жестокой пытке и казнен на основании обвинения, совершенно недоказанного, в изменнических сношениях с иностранцами. После смерти Вальдмана цюрихские крестьяне добились перемен, санкционированных законодательной грамотой, известной под именем Вальдмановского соглашения, названа она так потому, что Вальдман перед своим свержением готов был дать эту грамоту. Крестьяне получили право посылать в Цюрих своих депутатов для представления Малому и Большому совету о своих нуждах; однако эти депутаты в советы с правом голоса не допускались и являлись перед советами только челобитчиками. Подати были сокращены, некоторые, наиболее стеснительные, нововведения Вальдмана были отменены.
В 1518 году в Цюрихе получил священническое место Цвингли, с именем которого связана реформация, в несколько лет завоевавшая почти весь Цюрих с его кантоном (Цюрихская реформация). После окончания Второй Каппельской войны, во время которой погиб Цвингли, городу Цюриху в 1531 году пришлось издать «Каппельскую грамоту», по которой город обязался не начинать войны и не заключать мира без ведома и согласия депутатов от деревень; но всё-таки их депутаты не вошли в состав совета, а к концу XVII века почти вовсе перестали созываться, так что в присяжной грамоте 1713 года вовсе не упомянуто о правах крестьян. Цюрихский кантон постепенно обратился в своего рода олигархию, в которой небольшая кучка горожан управляла страною исключительно в своих интересах. Появились города и деревни, занимавшиеся ремеслом, но город Цюрих делал все от него зависевшее, чтобы тормозить их промышленное развитие. Сельские ремесленники должны были покупать сырой материал, а все вообще жители — мануфактурные изделия только в городе; покупка холста вне города была запрещена под угрозой телесного наказания; продажа хлеба и других товаров, производимых в деревнях, должна была совершаться не иначе, как на цюрихском рынке. Город старался мешать распространению образования в деревне. Офицерских чинов в армии могли достигать почти исключительно горожане. Права гражданства давались все с большим и большим трудом, а с 1669 по 1787 года они и вовсе не давались. Город делался все богаче; вместо ремесел главными его занятиями стали торговля и банковское дело. Вместе с тем в нём появились высшие учебные заведения, и кличка «Афины на Лиммате» сделалась ходячей для Цюриха.
Великая французская революция вызвала брожение и в Цюрихе; сам город оказался безусловно ей враждебным, тогда как в кантоне она встретила весьма значительное сочувствие. В деревнях и мелких городках стали образовываться клубы. В деревне Стэфа (Stäfa), на Цюрихском озере, в 1795 году была составлена была жалоба на привилегированное положение города и униженное положение деревень. Прежде чем она была подана, правительство поспешило арестовать всех зачинщиков и предало их суду, который приговорил их к штрафам и к изгнанию. В деревнях продолжалось брожение. Правительство приняло суровые полицейские меры для охраны порядка, заняло деревню Стэфа военной силой и наложило на неё контрибуцию в 250000 флоринов; вновь арестованные виновники беспорядков были приговорены к смертной казни, но помилованы к долголетнему тюремному заключению, с конфискацией имущества.
В 1798 году Швейцария была занята французами и обращена в централизованную Гельветическую республику; Цюрихский кантон обратился в простой округ новой республики, но с уравнением прав города и деревень. В 1799 году на территории Цюрихского кантона произошло несколько кровопролитных битв между русскими и австрийцами, с одной стороны, и французами с другой (Первое сражение при Цюрихе, Вторая битва при Цюрихе).
В 1803 году, на основании Акта посредничества, восстановившего федеративный строй в Швейцарии, Цюрих вновь получил свою кантональную самостоятельность. В 1804 году в нескольких деревнях по Цюрихскому озеру произошёл бунт, усмиренный при помощи войск швейцарского союза.
В 1814 году Большой совет выработал и провел новую конституцию Цюриха, построенную с большим уважением к историческим традициям, но считавшуюся и с требованиями времени. Либеральная партия вела борьбу против действующей конституции, но в правительстве и Большом совете господствовала городская консервативная партия, всегда, однако, готовая на уступки, не доводя дела до революции. В 1830 году в Рапперсвиле и других местах происходили народные собрания; особенно значительное, произведшее глубокое впечатление на всю Швейцарию, имело место 22 ноября 1830 года в Устере, где была подписана петиция в Большой совет с требованием уравнения деревни и города, окончательной отмены имущественного ценза, разделения властей и т. д. Правительство пошло на уступки и назначило выборы в учредительный Большой совет, избранный на две трети своего состава в деревнях и на одну треть в Цюрихе. Выработанная им конституция была подвергнута 20 марта 1831 года народному голосованию и принята 40503 голосами против 1523. Она гарантировала свободу личности, свободу слова, свободу передвижения, запрещала пытки и телесные наказания и т. д.

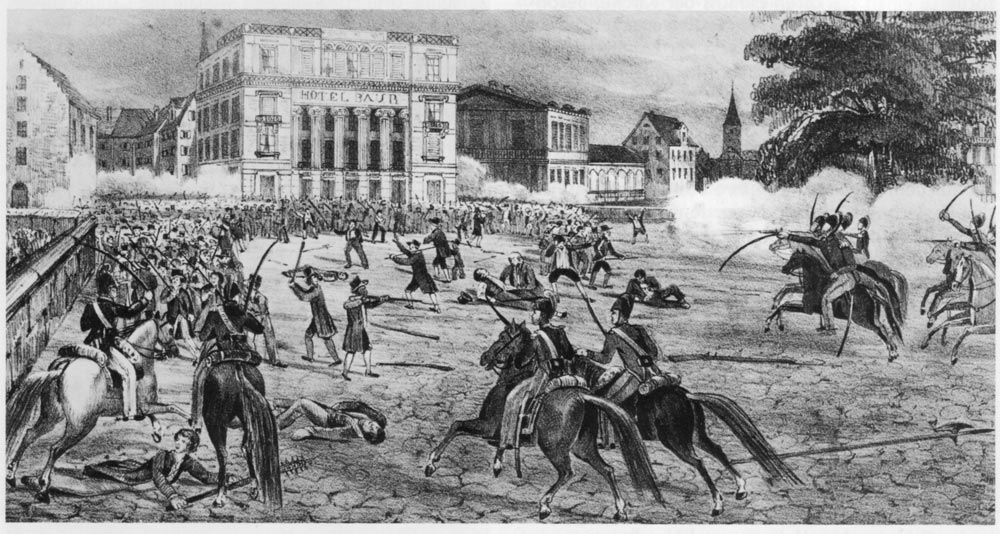
Цюрихский путч 1839 года

С 1831 года власть в кантоне принадлежала то либеральной, то радикальной партии. Они реформировали все школьное дело, установив обязательность начального обучения, значительно улучшили пути сообщения. В 1839 году правительственный совет, после трехлетней борьбы как внутри его самого, так и во всей стране, вызвавшей громадную полемическую литературу, пригласил Давида Штрауса на вакантную кафедру в Цюрихском университете. Это вызвало путч, приведший к падению правительства: правительственный совет поспешил подать в отставку и уступить власть консерваторам, которые сохраняли власть до 1844 года. Война с Зондербундом нашла в Цюрихском кантоне особенное сочувствие и поддержку.

## Население
История изменения населения кантона приведена в таблице ниже.

## Административное деление

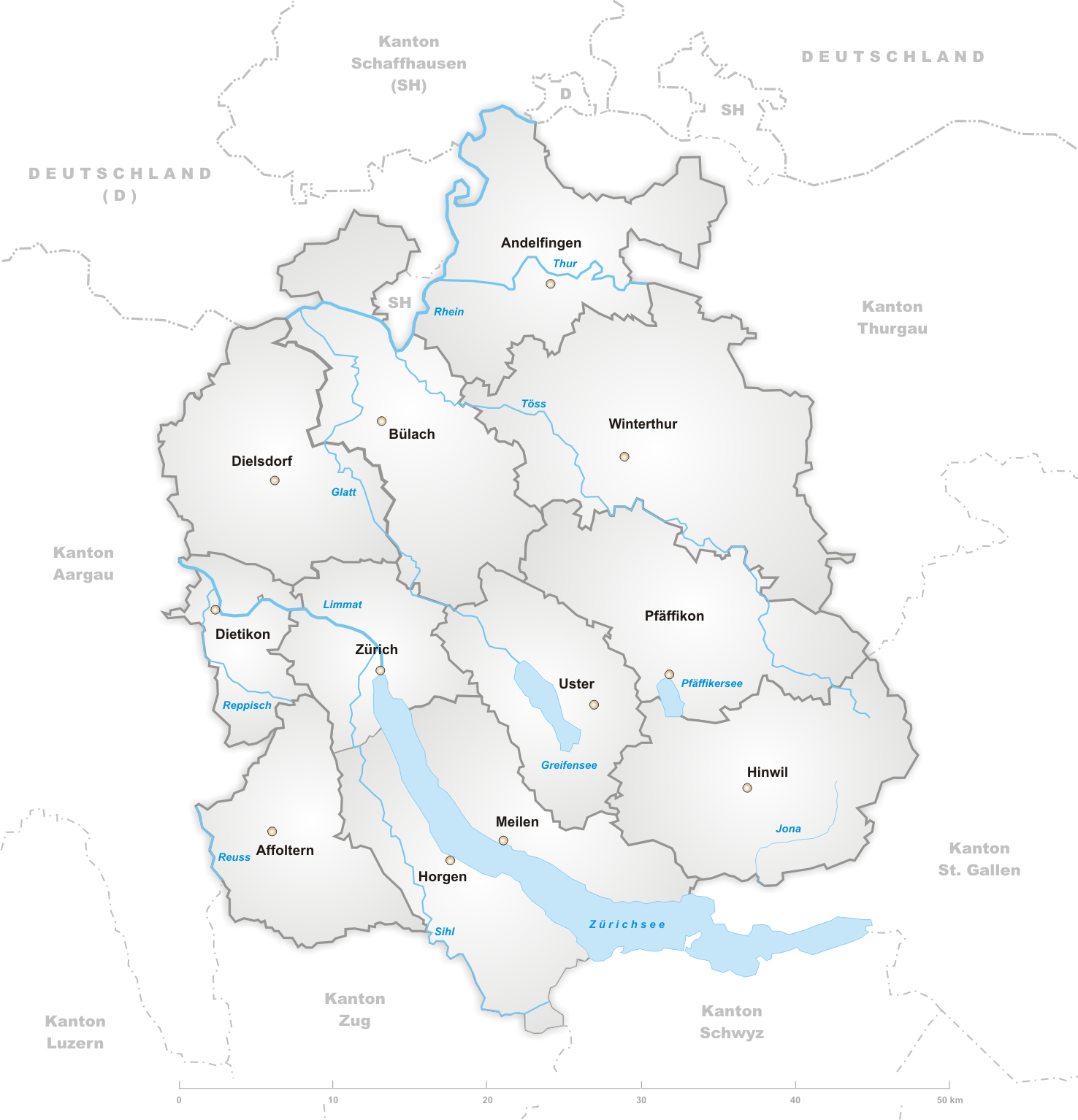
Административное деление кантона.

Кантон делится на 12 округов:
- Аффольтерн
- Андельфинген
- Бюлах
- Дильсдорф
- Дитикон
- Хинвиль
- Хорген
- Майлен
- Пфеффикон
- Устер
- Винтертур
- Цюрих

## Правительство

### Законодательная власть
Кантональный совет насчитывает 180 членов, избираемых каждые четыре года.

### Исполнительная власть
Исполнительная власть в кантоне регулируется семью избираемыми членами, которые выбираются на четыре года. Последние выборы прошли 3 апреля 2011 года.

## Достопримечательности
- Гросмюнстер — крупнейший собор в Цюрихе.
- Фраумюнстер — женское аббатство, знаменитое витражами Марка Шагала.
- Церковь Святого Петра — старейшая церковь Цюриха с самыми большими часами в Европе.
- Линденхоф — Липовый двор — площадь на горе с панорамным видом на город, бывшая некогда таможенным пунктом, основанным римлянами.
- Дом гильдии ремесленников.
- Оперный театр.
- Ратуша.
- Смотровая площадка главного здания ЕТН.
- Кунстхаус.
- Собрание Фонда Эмиля Бюрле.
- Утлиберг — гора вблизи Цюриха со смотровой вышкой. Прекрасный вид на город с окрестностями и озеро.
- Зоопарк Цюриха.
- Мечеть Махмуда в Цюрихе — первая мечеть, построенная в Швейцарии.